# 53 Геркулеса
53 Геркулеса (лат. 53 Herculis, HD 152598) — двойная звезда в созвездии Геркулеса на расстоянии приблизительно 97 световых лет (около 29,7 парсек) от Солнца. Возраст звезды определён как около 1,313 млрд лет.

## Характеристики
Первый компонент (HD 152598A) — жёлто-белая звезда спектрального класса F0V, или F0. Видимая звёздная величина звезды — +5,341m. Масса — около 1,5 солнечной, радиус — около 1,5 солнечного, светимость — около 5,05 солнечных. Эффективная температура — около 7070 K.
Второй компонент (HD 152598B). Видимая звёздная величина звезды — +12,51m. Удалён на 75,4 угловых секунд.

## Планетная система
В 2019 году учёными, анализирующими данные проектов HIPPARCOS и Gaia, у звезды обнаружена планета.